# Tyranny of Souls
Tyranny of Souls — шостий студійний альбом, випущений вокалістом Iron Maiden Брюсом Дікінсоном 23 травня 2005 року. Обкладинка — одна з картин цикла «Земна марнота і Божественне спасіння», робота художника епохи Відродження Ганса Мемлінга. Це був його перший сольний альбом після того, як він знову приєднався до Iron Maiden у 1999 році, і останній упродовж майже двох десятиліть, до виходу його наступного альбому The Mandrake Project у 2024 році.
Написання пісень для альбому було розділено між Роєм Зі та Дікінсоном. Під час композиції Рой надіслав записи рифів Дікінсону, який був у турі з Iron Maiden. Пізніше Дікінсон написав тексти пісень і мелодії. Рой також був продюсером альбому та зіграв усі гітарні партії, а також деякі додаткові партії бас-гітари та фортепіано.
Усі інші виконавці альбому були пов'язані з Roy Z через різні проекти. Z, басист Рей «Гізер» Берк і клавішник Маестро Містерія взяли участь у релізі вокаліста Роба Рока «Eyes of Eternity» 2003 року. У той час барабанщик Дейв Морено та басист Хуан Перес були учасниками латиноамериканського рок-гурту Z Tribe of Gypsies .
«Kill Devil Hil» натхненний успішним польотом братів Райт у 1903 році (див. Кілл-Девіл-Гілс (Північна Кароліна)).
«Navigate the Seas of the Sun» натхненна теорією Еріха фон Денікена про присутність іншопланетян на Землі в минулому та про те, що людина матиме справу з цим у майбутньому.
Заголовна пісня певною мірою заснована на трагедії Шекспіра «Макбет» і містить прямі цитати та рядки з п'єси по всій пісні.

## Список пісень
Автор музики і слів Брюс Дікінсон і Roy Z. 
| #   | Назва                          | Тривалість |
| --- | ------------------------------ | ---------- |
| 1.  | «Mars Within»                  | 1:29       |
| 2.  | «Abduction»                    | 3:50       |
| 3.  | «Soul Intruders»               | 3:52       |
| 4.  | «Kill Devil Hill»              | 5:07       |
| 5.  | «Navigate the Seas of the Sun» | 5:51       |
| 6.  | «River of No Return»           | 5:13       |
| 7.  | «Power of the Sun»             | 3:29       |
| 8.  | «Devil on a Hog»               | 4:01       |
| 9.  | «Believil»                     | 4:50       |
| 10. | «A Tyranny of Souls»           | 5:48       |

| Додаткова пісня японського видання | Додаткова пісня японського видання | Додаткова пісня японського видання |
| #                                  | Назва                              | Тривалість                         |
| ---------------------------------- | ---------------------------------- | ---------------------------------- |
| 11.                                | «Eternal»                          | 5:59                               |

## Учасники
Музиканти
- Брюс Дікінсон — головний вокал
- Рой Зі — гітари, бас-гітара (треки 7, 9), продюсер, інженер, зведення
- Дейв Морено — ударні
- Рей «Гізер» Берк — бас-гітара (доріжки 1, 4-6, 8, 10)
- Хуан Перес — бас-гітара (треки 2, 3)
- Maestro Mistheria — клавішні

Продакшн
- Хетч Інагакі — другий інженер
- Стен Катаяма — зведення
- Джефф Ваколбінгер — асистент зведення
- Том Бейкер — мастеринг у Precision Mastering, Лос-Анджелес

## Чарти
| Чарти (2005)                                       | Найвища позиція |
| -------------------------------------------------- | --------------- |
| Австрія Austrian Albums (Ö3 Austria)               | 58              |
| Бельгія Belgian Albums (Ultratop Flanders)         | 76              |
| Нідерланди Dutch Albums (MegaCharts)               | 96              |
| Фінляндія Finnish Albums (Suomen virallinen lista) | 10              |
| Франція French Albums (SNEP)                       | 101             |
| Німеччина German Albums (Offizielle Top 100)       | 39              |
| Угорщина Hungarian Albums (MAHASZ)                 | 24              |
| Італія Italian Albums (FIMI)                       | 34              |
| Japanese Albums (Oricon)                           | 75              |
| Швеція Swedish Albums (Sverigetopplistan)          | 10              |
| Швейцарія Swiss Albums (Schweizer Hitparade)       | 73              |
| США Billboard 200                                  | 180             |
| Велика Британія UK Albums (OCC)                    | 65              |